# Shikoku Facula
Shikoku Facula is een gebied op Titan, de grootste maan van Saturnus, dat een stuk lichter van kleur is dan het omliggende  Shangri-La.
Shikoku Facula is vernoemd naar Shikoku, het kleinste van de vier Japanse eilanden.